# Pellaea brachyptera
Pellaea brachyptera là một loài thực vật có mạch trong họ Adiantaceae. Loài này được (T. Moore) Baker miêu tả khoa học đầu tiên năm 1874.